# Гунте
Гунте (словен. Gunte) — поселення в общині Кршко, Споднєпосавський регіон, Словенія. Висота над рівнем моря: 318,4 м.